# Ducado de Viseo
El título de duque de Viseo fue creado por el rey Juan I de Portugal en 1415 a favor de su tercer hijo, el infante Enrique, en la secuencia de la conquista de Ceuta, aquel mismo año. Junto con el ducado de Coímbra, creado en la misma fecha, es el ducado más antiguo de Portugal.
El infante Enrique, nombró a su sobrino, el infante Fernando su heredero, haciéndose este el II duque de Viseo. Con Fernando, se hace un título hereditario, asociado al ducado de Beja, del cual se hizo el primer titular. En 1495 el heredero de estos títulos, Manuel, V duque de Viseo y IV de Beja se convirtió en rey de Portugal como Manuel I y los títulos fueron incorporados a la corona. Desde entonces los títulos son ocasionalmente atribuidos a los infantes de Portugal.

## Duques de Viseo
1. Enrique, infante de Portugal (1394-1460)
2. Fernando, infante de Portugal y I duque de Beja (1433-1470)
3. Juan de Beja, II duque de Beja (1448-1472)
4. Diego I de Viseu, III duque de Beja (1450-1484)
5. Manuel de Beja, IV duque de Beja y después rey de Portugal como Manuel I de Portugal (1469-1521)
6. María de Portugal, hija de Manuel I de Portugal y su tercera esposa, Leonor de Austria (1521-1577)
7. Miguel de Braganza, infante de jure de Portugal (1878-1923)
8. Miguel de Braganza, infante de Portugal (1946- )